# Tetragoniceps profondus
Tetragoniceps profondus is een eenoogkreeftjessoort uit de familie van de Tetragonicipitidae. De wetenschappelijke naam van de soort is voor het eerst geldig gepubliceerd in 1965 door Por.